# Горная улица (Иркутск)
Го́рная улица (бывшая Кокоу́линская) — улица Иркутска, оканчивающаяся на стыках с улицами Байкальской и Карла Либкнехта, пересекает Партизанскую.

## История
Во время пожара 1879 года практически не пострадала. 
Текущее наименование улица получила в связи с её географическим положением: она находится у Иерусалимской горы. 
В 2021 году прошла её реконструкция, в ходе которой были оборудованы тротуары и велодорожки.